# Jeremy West
Jeremy West, född den 29 april 1961 i Kingston Hill, Storbritannien, är en brittisk kanotist.
Han tog bland annat VM-guld i K-1 500 meter i samband med sprintvärldsmästerskapen i kanotsport 1986 i Montréal.